# SP-92
A SP-92 é uma rodovia radial do estado de São Paulo, administrada pelo Departamento de Estradas de Rodagem do Estado de São Paulo (DER-SP).

## Denominações
Recebe as seguintes denominações em seu trajeto:
	Nome:		Sem denominação
- De – até:	 SP-88 (Biritiba Mirim) – Casa Grande

## Descrição

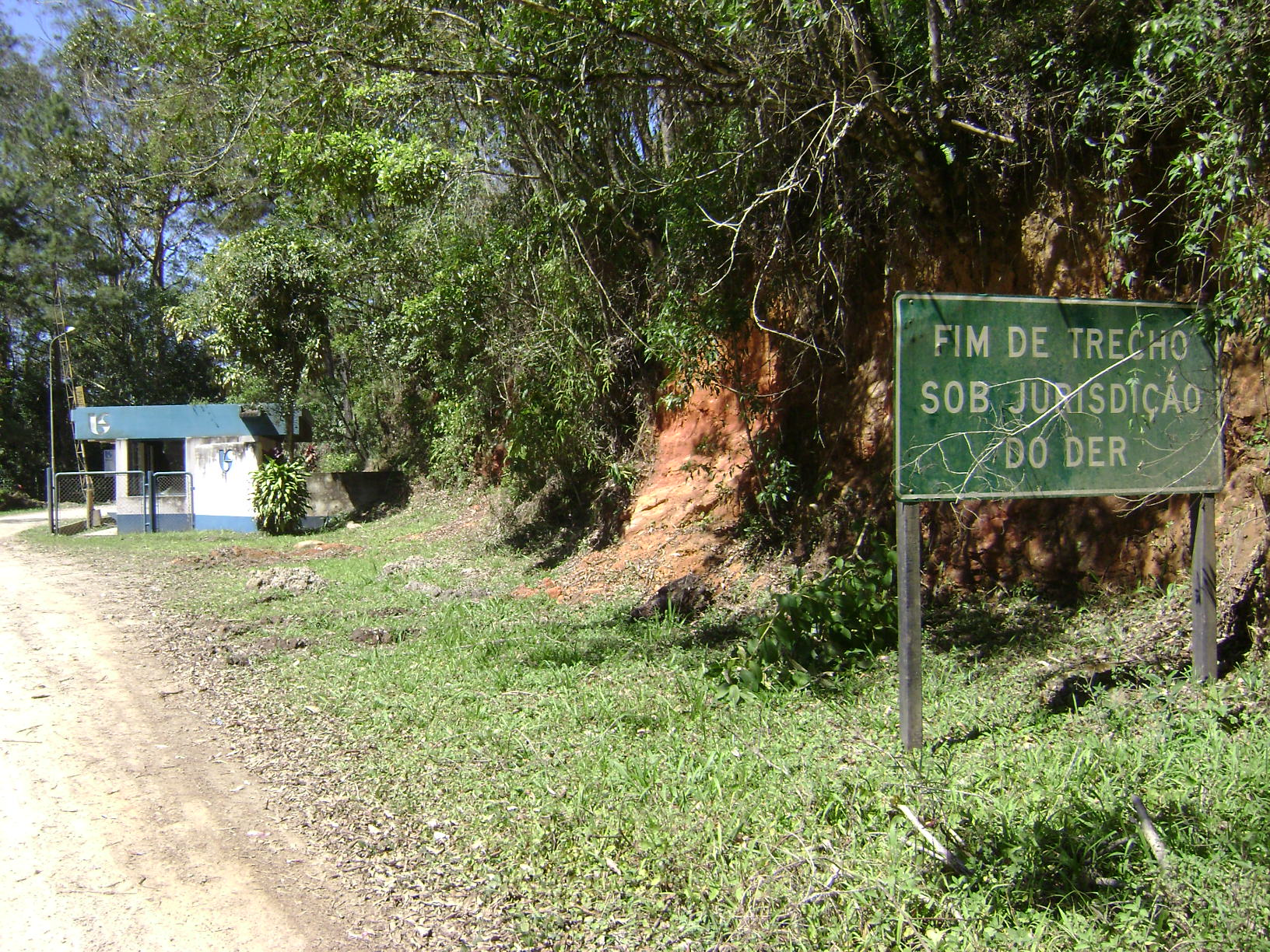
Fim da SP-92 na entrada do Sistema Produtor Rio Claro.

Localiza-se dentro do município de Biritiba Mirim, na Região Metropolitana de São Paulo. Possui 19 quilômetros de extensão, totalmente sem pavimentação. Liga a SP-88 ao bairro de Casa Grande, ambos em Biritiba Mirim. 
A rodovia foi aberta para a construção do Sistema Produtor Rio Claro da Sabesp, responsável pelo abastecimento e tratamento de água de mais de 2 milhões de pessoas no ABC Paulista e na Zona Leste de São Paulo. Durante a década de 1970 recebeu melhorias, como sinalização e alargamento. Neste mesmo período também recebeu pavimentação asfáltica, mas por falta de manutenção a mesma só é vista em pequenos trechos isolados da rodovia. 
Inicia-se na Rodovia Mogi-Salesópolis (SP-88), próximo à ponte sobre o Rio Tietê e seu traçado atravessa bairros rurais de Biritiba Mirim, fazendas e plantações de eucalipto e possui um trecho às margens do Reservatório Ponte Nova, o maior do Sistema Produtor Alto Tietê.
Principais pontos de passagem: SP 088 (Biritiba-Mirim) - Casa Grande

## Características

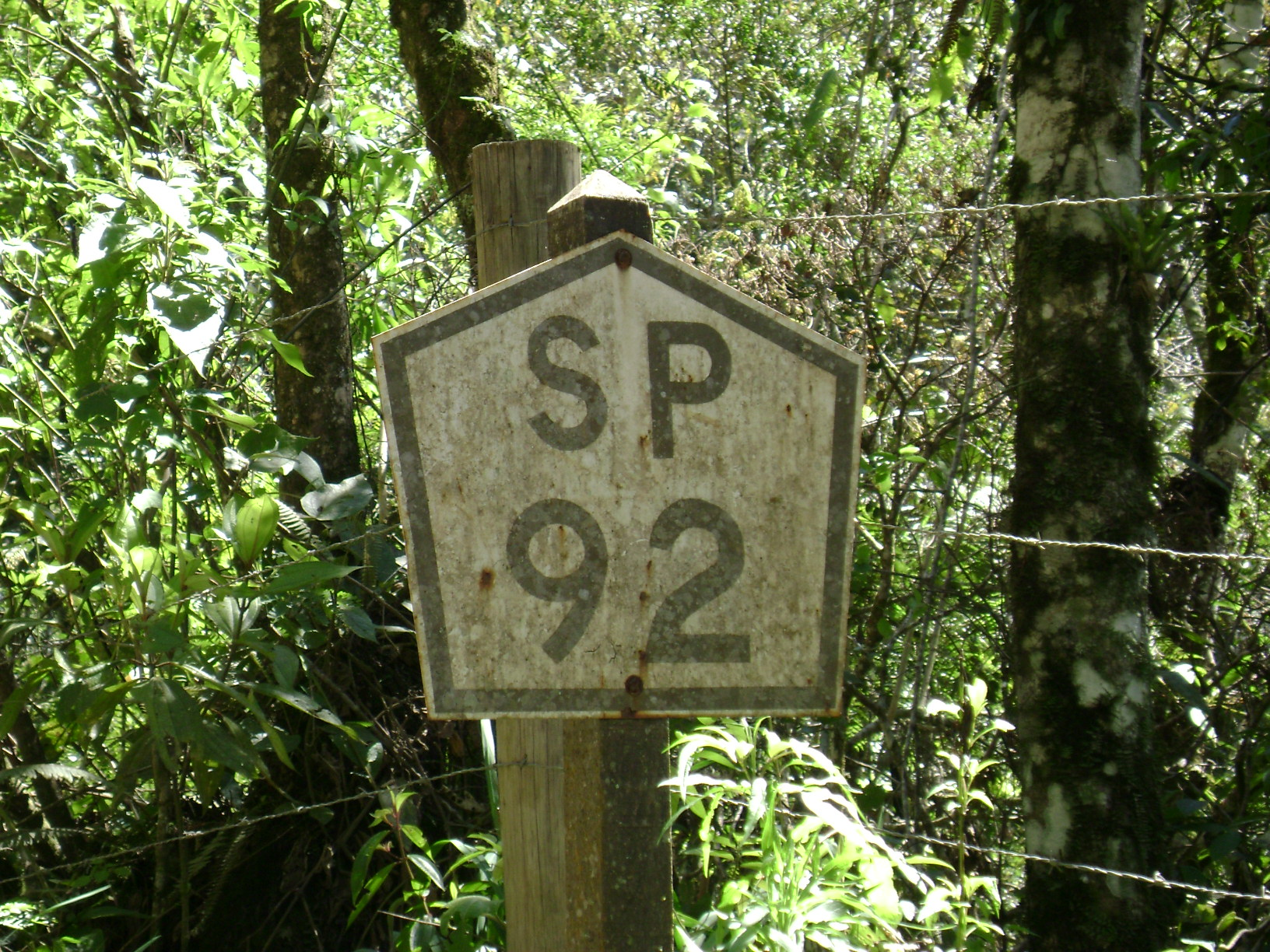

### Extensão
- Km Inicial: 75,600
- Km Final: 95,360

### Localidades atendidas
- Biritiba Mirim